# Maniola caecoides
Maniola caecoides är en fjärilsart som beskrevs av Embrik Strand 1925/27. Maniola caecoides ingår i släktet Maniola och familjen praktfjärilar. Inga underarter finns listade i Catalogue of Life.